# 山梨県道602号武田八幡神社線
山梨県道602号武田八幡神社線（やまなしけんどう602ごう たけだはちまんじんじゃせん）は、山梨県韮崎市を起点・終点とする一般県道である。

## 概要
七里岩の崖下から始まり、国道20号と交差し武田橋で釜無川を渡る。橋の出口で道が右に折れ、再び左に折れる。その後甘利山に向かって坂を上り、山梨県道12号韮崎南アルプス中央線と交差したのち、狭隘区間となり武田八幡神社へ至る。
現在、武田橋交差点にて改良工事を実施中である。

### 路線データ
- 起点：山梨県韮崎市水神一丁目（長野県道・山梨県道17号茅野北杜韮崎線交点）
- 終点：山梨県韮崎市神山町北宮地（武田八幡神社前）
- 延長：約2.5km

## 通過する自治体
- 山梨県韮崎市

## 交差・接続する道路
- 山梨県道17号茅野北杜韮崎線（韮崎市水神一丁目）
- 国道20号（韮崎市水神一丁目・武田橋北詰交差点）
- 山梨県道12号韮崎南アルプス中央線（韮崎市神山町・武田八幡宮入口交差点）

## 周辺
- 韮崎市役所
- 武田橋
- 韮崎市立韮崎西中学校
- 願成寺
- 韮崎市立神山体育館
- 武田八幡神社